# Лиман (Миллеровский район)
Лиман — хутор в Миллеровском районе Ростовской области. Входит в состав Дёгтевского сельского поселения.

## География
На хуторе имеется одна улица: Подгорная.

## Население
| 2010 |
| ---- |
| 9    |